# Federico Moreno Torroba
Federico Moreno Torroba (3. března 1891 Madrid – 12. září 1982 tamtéž) byl španělský hudební skladatel, dirigent a divadelní manažer. Významný je zejména svým příspěvkem ke klasickému kytarovému repertoáru a svými zarzuelami.

## Život
Narodil se v Madridu 3. března 1891. Hudbu začal studovat u svého otce, který byl varhaníkem a učitelem na Národní hudební konzervatoři v Madridu. Později studoval na této konzervatoři řádně. Jeho učitelem skladby byl Conrado del Campo.
Mezi jeho prvními skladbami byly zejména skladby pro orchestr. V roce 1925 zkomponoval svou první operu La Virgen de Mayo, ale záhy obrátil svou pozornost ke španělskému typu operety, k zarzuelám. Jeho první zarzuelou byla La mesonera de Tordesillas, uvedená na scénu rovněž v roce 1925. Během své kariéry pak napsal téměř 80 děl tohoto typu. Nejznámější z nich je patrně zarzuela Luisa Fernanda z roku 1932. Teprve v samotném závěru života se vrátil ke klasické opeře, když v roce 1980 zkomponoval operu El poeta. Dílo bylo určeno pro slavného tenoristu Plácido Dominga, s jehož otcem Plácido Domingo Ferrerem, rovněž zpěvákem, ho pojilo dlouholeté přátelství.
Druhou hlavní oblastí Moreno Torroby byla tvorba pro kytaru. Své první skladby tohoto druhu zkomponoval na žádost světově proslulého španělského kytaristy Andrése Segovi v roce 1926 pro připravovanou sbírku kytarových skladeb současných autorů. Vznikly tak
skladby Nocturno a Suite castellana. V dalších letech napsal řadu kytarových skladeb pro Segoviu i další kytaristy. Byl mezi nimi i mistr flamenga Agustín Castellón Campos zvaný Sabicas nebo kytarový kvartet Los Romeros. Celkem zkomponoval okolo 100 kytarových skladeb silně ovlivněných španělskou lidovou hudbou.
Federico Moreno Torroba vynikl i jako dirigent a divadelní manažer. V jediném okamžiku řídil i tři operní divadla současně. Ve třicátých a čtyřicátých letech 20. století vedl divadelní společnost, která uváděla španělské zarzuely po celém světě.
V roce 1975, ve věku 84 let, se stal prezidentem Společnosti španělských autorů (Sociedad de Autores Españoles). Zemřel v Madridu 12. září 1982 ve věku 91 let.

## Dílo

### Opery
- La Virgen de Mayo (1925)
- El poeta (1980)

### Zarzuely
- La Mesonera de Tordesillas (1925)
- La Marchenera (1928)
- Azabache (1932)
- Luisa Fernanda (1932)
- Xuanón (1933)
- La Chulapona (1934)
- Sor Navarra (1938)
- Maravilla (1941)
- El Duende azul (1946)
- Baile en Capitanía (1960)
- Ella (1966)

### Balety
- Fantasía de Levante (1957)
- Don Quixote (1970)
- El Hijo pródigo (1976)
- Cristo, luz del mundo (1978)

### Orchestrální skladby
- La Ajorca de oro (1918)
- Zoraida (1919)
- Suite madrileña (1953)
- Mosaico sevillano (1954)
- Aires vascos (1956)
- Danzas asturianas (1956)
- San Fermín (1960)
- Eritaña (1979)
- Sonatina trianera (1980)
- Fantasía castellana (1980) for piano and orchestra

### Skladby pro kytaru
Solo
- Sonatina (1924)
- Nocturno (1926)
- Suite castellana (1926):
  - 1. Fandanguillo
  - 2. Arada
  - 3. Danza.
- Preludio (1928)
- Burgalesa (1928)
- Piezas características (1931):
  - 1. Preámbulo
  - 2. Oliveras
  - 3. Melodía
  - 4. Albada
  - 5. Los Mayos
  - 6. Panorama.
- Madrileñas (1953)
- Zapateados (1953)
- Segoviana (1956)
- Sevillana (1956)
- Once obras (1966)
- Habanera de mi niña (1966)
- Castillos de España (svazek 1. 1970; svazek 2. 1978)
- Tríptico (1973)
- Las Puertas de Madrid (1976)
- Aires de La Mancha
- Madroños
- Romance de los Pinos
- Serenata Burlesca
- Siete Piezas de Álbum (Chisperada; Rumor de Copla; Minueto del Majo; ¡Ay, Malagueña!; Aire Vasco; Segoviana; Bolero Menorquín)
- Sonatina y variación in E minor
- Suite miniatura (Llamada; Tremolo; Vals; Divertimento)

Kytara s orchestrem
- Concerto de Castilla (1960)
- Homenaje a la seguidilla (1962)
- Tres nocturnos (1970)
- Concerto ibérico (1976)
- Diálogos (1977)

Kytarové kvartety
- Ráfagas (1976)
- Estampas (1979)
- Sonata-Fantasía II (1976)
- Sonata trianera (1980)

### Klavírní skladby
- Apetits pas (1913)
- El Mate (1915)
- Alegrías de Cadiz (1957)
- Fandango corralero (1957)
- Torerías (1957)
- Chucares (1958)
- Noche sevillana (1959)